# Коштана (филм из 1980)
„Коштана” је југословенски ТВ филм из 1980. године. Режирао га је Борислав Глигоровић а сценарио је написан по истоименој драми Борисава Станковића.

## Улоге
| Глумац                 | Улога                         |
| ---------------------- | ----------------------------- |
| Уснија Реџепова        | Коштана                       |
| Бранислав Цига Јеринић | Митке (као Бранислав Јеринић) |
| Јован Милићевић        | Хаџи Тома                     |
| Мирко Петковић         | Арса                          |
| Љубивоје Тадић         | Стојан                        |
| Дара Вукотић Плаовић   | Салце                         |
| Мирослав Петровић      | Гркљан                        |
| Борис Андрушевић       | Марко                         |
| Славка Јеринић         | Ката                          |
| Милка Лукић            | Магда                         |
| Мида Стевановић        | Полицајац                     |